# اندیس کرومیت چشمه زیارت
کرومیت چشمه زیارت یک اندیس فلزی است که در حوالی شهر زاهدان استان سیستان و بلوچستان قرار دارد و مادهٔ معدنی موجود در آن، کرومیت است.سنگ میزبان این اندیس سرپانتینیت است و دیرینگی آن به دوران کرتاسه بالایی می‌رسد. 